# Odpowiedni trup

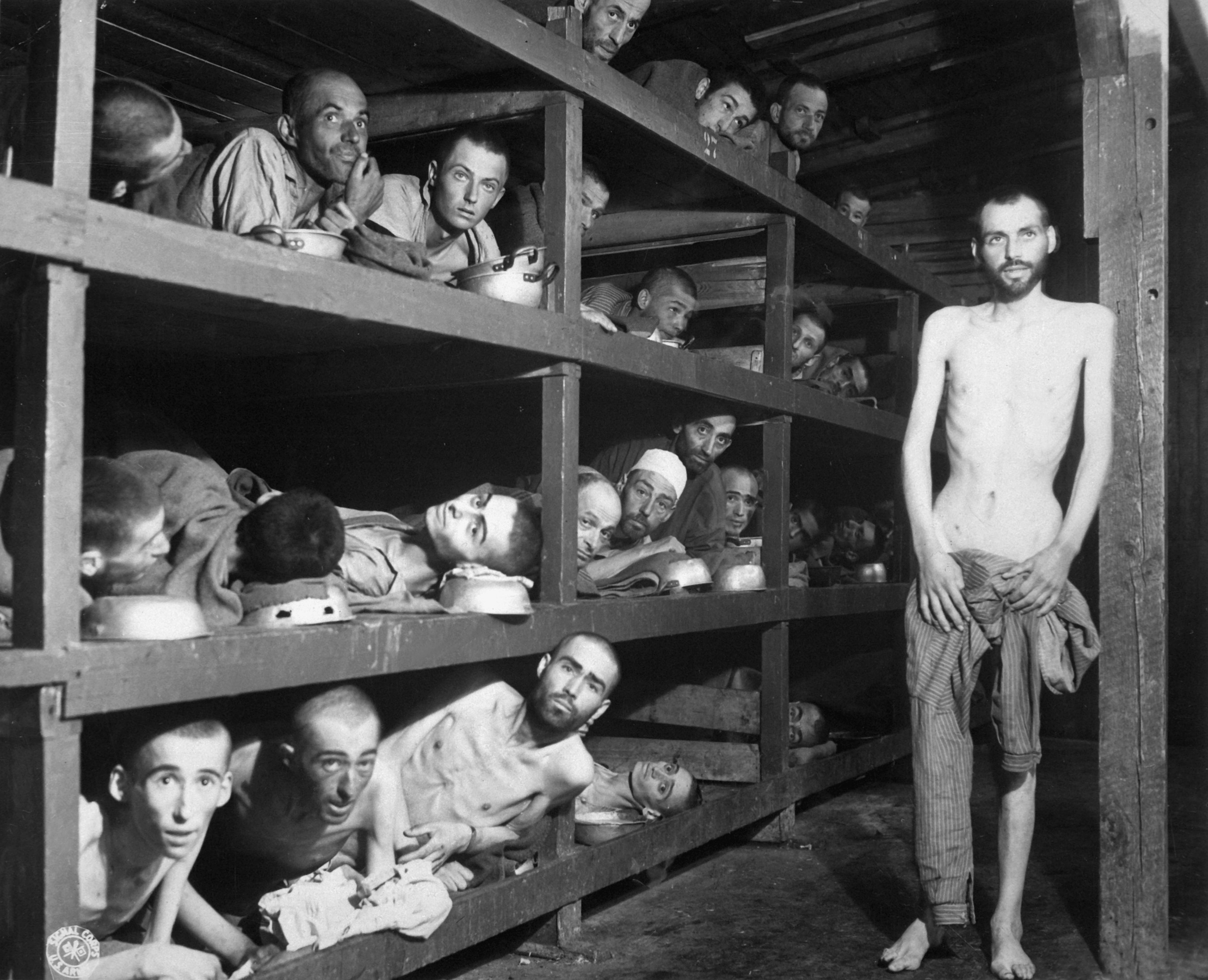
Niemiecki obóz w Buchenwaldzie

Odpowiedni trup (tytuł oryginału: Le mort qu'il faut) – powieść obozowa hiszpańskiego pisarza Jorge Semprúna z 2001 (wydanie polskie – 2002, Spółdzielnia Wydawnicza „Czytelnik”).

## Treść
Osią powieści są przeżycia autora z niemieckiego obozu koncentracyjnego w Buchenwaldzie, związane z poszukiwaniem ciała, które mogłoby uratować życie bohatera w drodze zamiany danych osobowych. Pewnego dnia do obozu przychodzi list z Berlina, z zarządu obozów koncentracyjnych z zapytaniem o losy autora. Podziemna organizacja komunistyczna w obozie ustala treść listu i podejmuje działania mające na celu podmianę danych osobowych ciała o podobnych cechach wyglądu zewnętrznego. Narracja jest jednak tylko pretekstem dla licznych dygresji, dotyczących obozowego życia, moralności czasów zagłady, europejskiej kondycji duchowej od czasów hiszpańskiej wojny domowej do II wojny światowej. Autor opisuje wielonarodową społeczność obozową (weterani hiszpańscy, Francuzi z ruchu oporu, Rosjanie, Polacy, niemieccy antyfaszyści i inni). Charakteryzuje podstawowe problemy dnia codziennego (głód, biegunki, fatalne warunki lokalowe), ale także głębsze dylematy jednostkowe, z jakimi stykali się więźniowie na co dzień (m.in. stosunek do tzw. muzułmanów – więźniów całkowicie zrezygnowanych i dogorywających). Rozważa także ślepy zaułek, jakim stał się komunizm w XX wieku i porównuje go do świata faszyzmu w Niemczech (liczne są wybiegnięcia w przyszłość, do realiów powojennych i do Zimnej wojny). Pojawiają się postacie niemieckich komunistów więzionych w Buchenwaldzie – m.in. Waltera Bartela i Ernsta Busse, a także francuskiego socjologa – Maurice'a Halbwachsa
Ostatecznie sprawa listu okazuje się błahostką – chodzi o zapytanie sformułowane przez ambasadora hiszpańskiego o warunki w jakich przetrzymywany jest Semprun w obozie.
Autor o swoim pochodzeniu często powiadał: tak naprawdę, to jestem więźniem Buchenwaldu.

## Wydanie
Odpowiedni trup jest czwartą książką o tematyce obozowej Sempruna i trzecią wydaną w Polsce (po Wielkiej podróży – 1964 i Omdleniu – 1969).